# Résurrection à Naïn

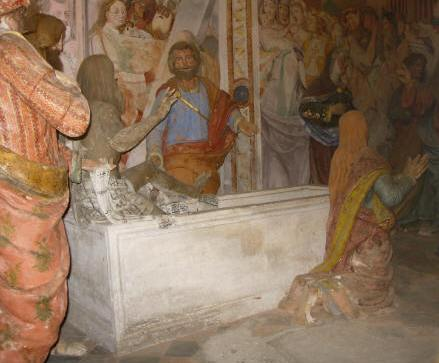
Résurrection à Naïn, sculpture du Mont Sacré de Varallo.

La résurrection à Naïn (ou Naïm) est un épisode de la vie de Jésus que l'on trouve uniquement dans l'Évangile selon Luc, au chapitre 7, versets 11 à 17. Arrivant à la porte de Naïn en Galilée, Jésus, suivi de ses disciples et d'une foule, rencontre un cortège funèbre. Consolant la veuve et touchant la civière, Jésus rend à la vie le fils unique de la mère éplorée. Bien que l'on parle traditionnellement de « miracle », ce mot n'est pas utilisé par l'évangéliste. Le mot-clé est : « Lève-toi » ou « Réveille-toi » (verset 14).

## Texte
Évangile selon Luc, chapitre 7, versets 11 à 17 :

« Le jour suivant, Jésus alla dans une ville appelée Naïn ; ses disciples et une grande foule faisaient route avec lui. Lorsqu'il fut près de la porte de la ville, voici, on portait en terre un mort, fils unique de sa mère, qui était veuve ; et il y avait avec elle beaucoup de gens de la ville. Le Seigneur, l'ayant vue, fut ému de compassion pour elle, et lui dit : Ne pleure pas ! Il s'approcha et toucha le cercueil. Ceux qui le portaient s'arrêtèrent. Il dit : Jeune homme, je te le dis, lève-toi ! Et le mort s'assit, et se mit à parler. Jésus le rendit à sa mère. Tous furent saisis de crainte, et ils glorifiaient Dieu, disant : Un grand prophète a paru parmi nous, et Dieu a visité son peuple. Cette parole sur Jésus se répandit dans toute la Judée et dans tout le pays d'alentour. »

— Traduction d'après la Bible Louis Segond.

## Dans les arts

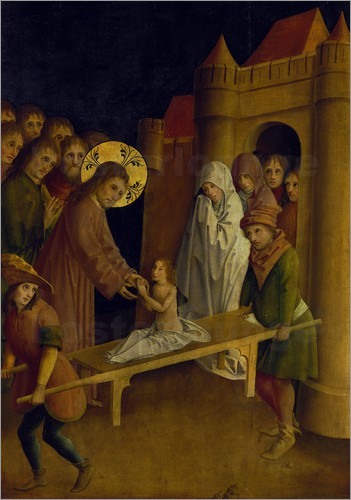
Maître de la Passion de Darmstadt, Résurrection du fils de la veuve de Naïm, vers 1450-1460.

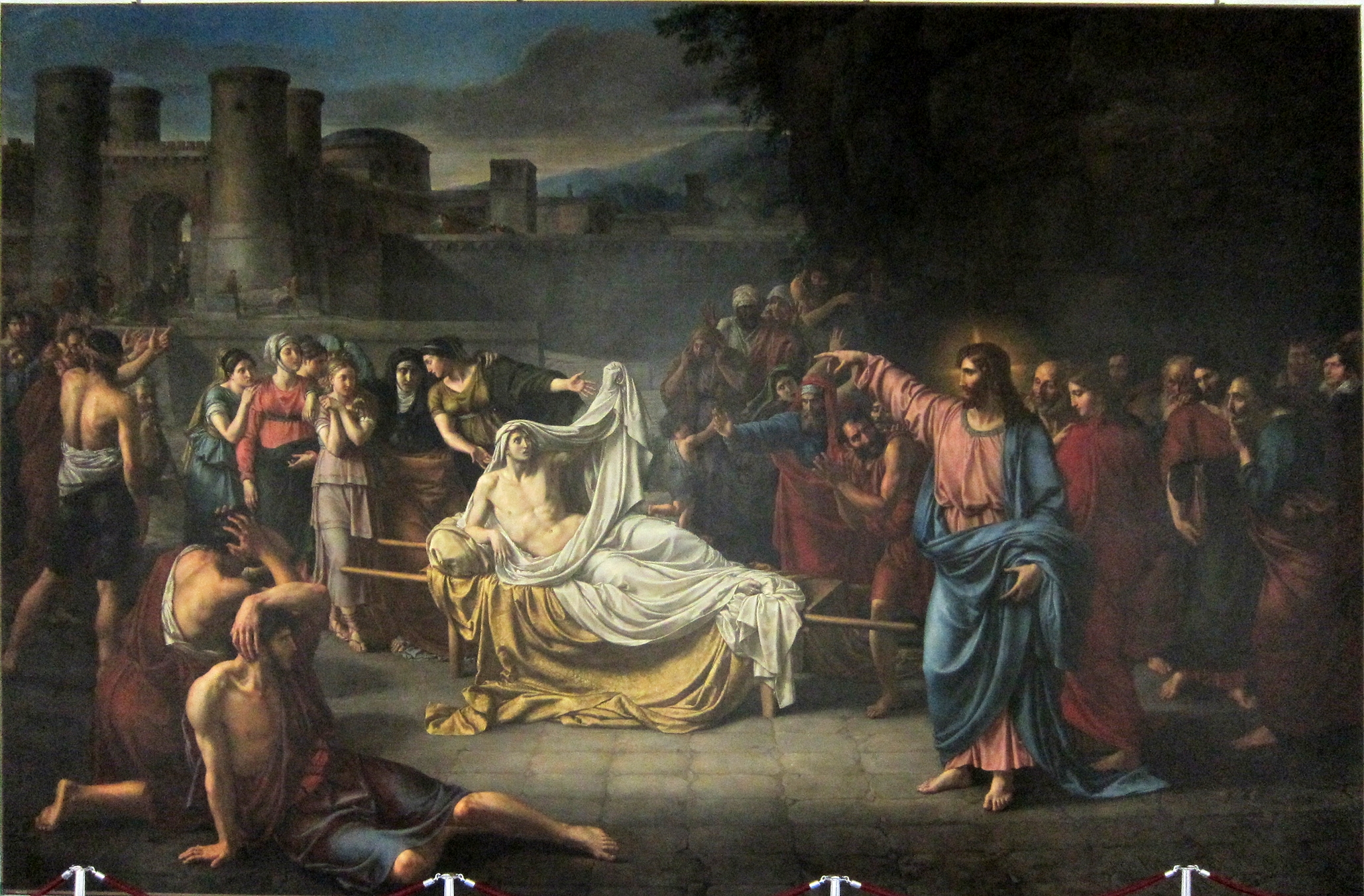
Jean-Baptiste Wicar, La Résurrection du fils de la veuve de Naïm, 1816

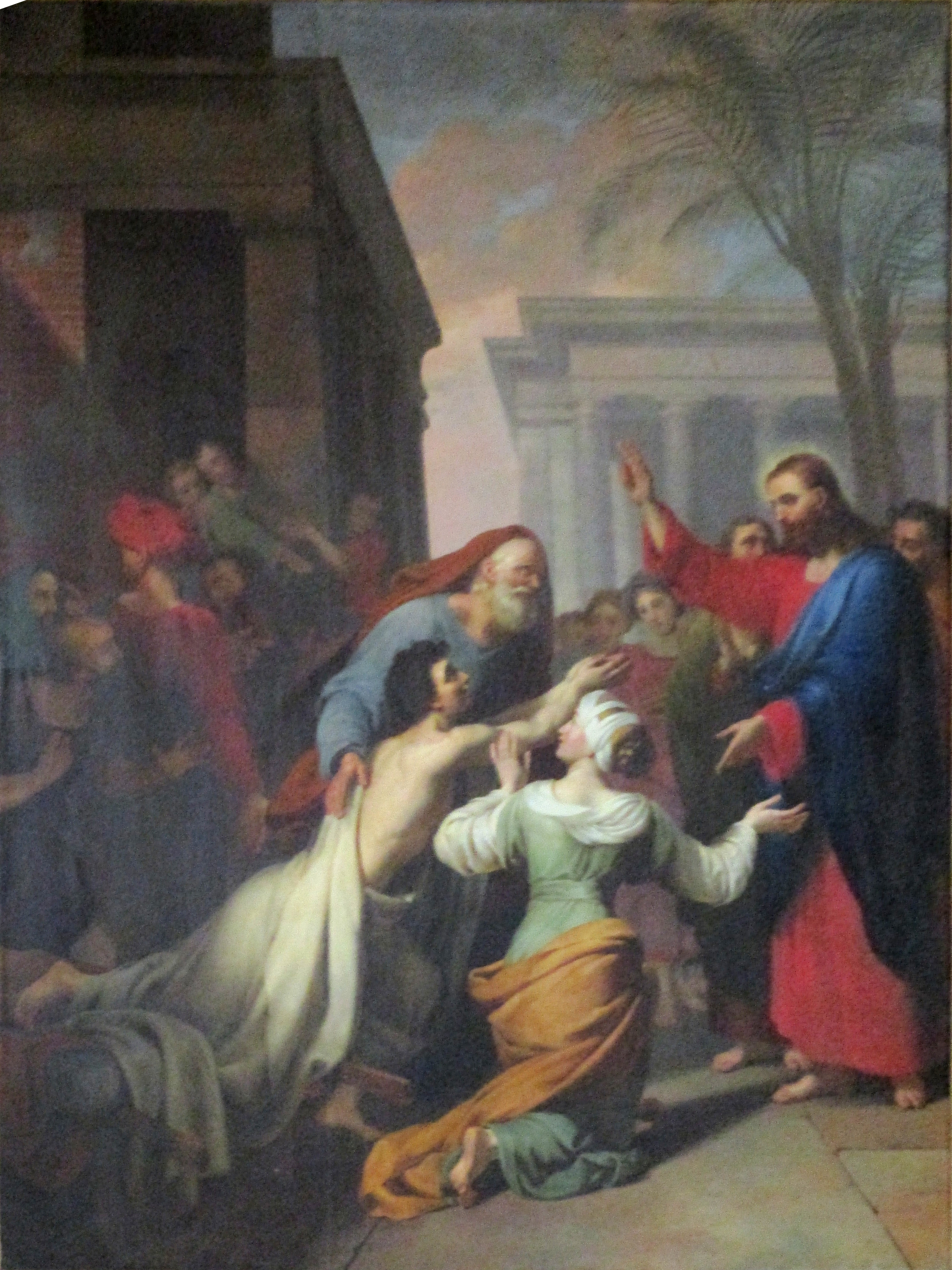
Joseph Chabord, La Résurrection du fils de la veuve de Naïm.

### Peinture
- Maître de la Passion de Darmstadt, Résurrection du fils de la veuve de Naïm, vers 1450-1460, 95,9 x 70,4 cm (fragment d'un retable de l'ancien couvent des religieuses cisterciennes de Baindt près de Ravensburg), Alte Pinakothek, Munich.
- Lucas Cranach le Jeune, Résurrection du fils de la veuve de Naïn, panneau d'autel, église de Wittenberg, vers 1569.
- Véronèse, Résurrection à Naïn du fils de la veuve, 1565-1570, Kunsthistorisches Museum, Vienne.
- Eustache Le Sueur, Résurrection du fils de la veuve de Naïm, 1640-1655, huile sur toile, Église Saint-Roch.
- Simon Guillebault La résurrection du fils de la veuve de Naïm, huile sur toile, 1691, basilique Saint-Mathurin, Larchant (Seine-et-Marne)[1].
- École française, début du XVIIIe siècle : l'église Saint-Germain d'Andrésy, dans les Yvelines abrite une toile représentant cette scène ; sur cette peinture, classée « Monument historique » depuis 1988, le miracle s'accomplit devant les portes de la cité, dont on aperçoit en arrière-plan les fortifications.
- Jean-Baptiste Wicar, La Résurrection du fils de la veuve de Naïm, huile sur toile, 1816, 5,70 × 9 m, Palais des Beaux-Arts, Lille[2],[3].
- Joseph Chabord, La Résurrection du fils de la veuve de Naïm, huile sur toile, début XIXe siècle, cathédrale Saint-Étienne de Sens.
- Jean-Jacques Scherrer, Résurrection du fils de la veuve de Naïm, huile sur toile de style orientaliste, 1879, crypte de la basilique de Lutterbach.

### Sculpture
- Résurrection du fils de la veuve de Naïm, Mont Sacré de Varallo, Varallo Sesia dans le Piémont.
- Matveï Tchijov, La Résurrection du jeune homme de Naïn, 1867, œuvre réalisée pour la fin de ses études à l'Académie impériale des beaux-arts de Saint-Pétersbourg, conservée au Musée russe[4].